# Erdőkertes
Erdőkertes is een plaats (község) en gemeente in het Hongaarse comitaat Pest. Erdőkertes telt 6024 inwoners (2001).